# مايكل سالتر
مايكل سالتر (بالإنجليزية: Michael Salter)‏ هو فنان تنصيبي ومصمم جرافيك أمريكي، ولد في 1967 في بريستول في الولايات المتحدة.

## وصلات خارجية
- الموقع الرسمي